# ويليام ريد هانتينغتون
ويليام ريد هانتينغتون (بالإنجليزية: William Reed Huntington)‏ هو عالم عقيدة أمريكي، ولد في 1838، وتوفي في 1909.